# Бок унд Полах, Макс фон
Макс Фридрих Эрнст фон Бох унд Полах (нем. Max Friedrich Ernst von Bock und Polach; 5 сентября 1842, Трир, Рейнская провинция — 4 марта 1915, Ганновер, Пруссия) — немецкий генерал-фельдмаршал.

## Биография
Будущий фельдмаршал был вторым сыном прусского капитана Эрнста фон Бок унд Полаха (1799—1849). Его старшим братом был будущий бургомистр Мюльхайма-ан-дер-Рур Карл фон Бок унд Полах (1840—1902).
Военное образование получил в кадетском корпусе, вместе с братом Карлом, откуда был выпущен в прусский 55-й пехотный полк младшим лейтенантом. В 1864 году участвовал в войне с Данией, а в 1866 году — в Австро-прусско-итальянской войне. Во Франко-Прусской войне Бок унд Полах участвовал в качестве адъютанта генерал-лейтенанта Адольфа фон Глюмера, числился в штабе 13-й дивизии, и получил Железный крест II класса.
Повышенный до гауптмана, после возвращения с войны Бок унд Поллах преподавал в Ганноверской военной школе. Вскоре после этого его перевели в пехотный полк № 16. Затем служил на офицерских должностях в дивизионных и корпусных штабах. С 1882 по 1884 год Бок унд Полах служил в Генеральном штабе в Берлине, после чего переведён в штаб одного из армейских корпусов в Страсбург. Подполковник (1885), полковник (1887), генерал-майор (1890). После производства в генерал-майоры вновь был переведён на службу в Генеральный штаб в Берлин. Генерал-лейтенант (1893), командир 20-й дивизии в Ганновере. Генерал пехоты (1897) и командир гвардейского корпуса.  
Кавалер ордена Чёрного орла (1902), командир XIV корпуса в Карлсруэ (1902—1907). Генерал-полковник (1908).  Вместе с Альфредом фон Шлиффеном и Кольмаром фон дер Гольцем он был произведён кайзером Вильгельмом II в генерал-фельдмаршалы на праздновании Нового 1911 года.
В 1912 вышел в отставку.

## Семья
Бок унд Полах женился 19 апреля 1873 года на Матильде фон Плеттенберг (1850—1924). Его единственный сын Ганс погиб 14 июня 1915 года в чине капитана в ходе боёв с русской армией в Галиции.

## Награды

### Немецкие
- Орден Чёрного орла с цепью.
- Большой крест Ордена Красного орла.
- Орден Короны I класса с мечами.
- Орден Дома Гогенцоллернов (Великий комтур).
- Орден Верности с бриллиантами (Великое герцогство Баден).
- Орден Церингенского льва (степень комтура II класса с дубовыми листьями; Баден).
- Орден «За военные заслуги» (Бавария) (большой крест).
- Орден Генриха Льва (большой крест с мечами; герцогство Брауншвейг).
- Орден Людвига (большой крест; Великое герцогство Гессен)
- Орден княжеского дома Липпе (крест заслуг I класса; Липпе-Детмольд и Шаумбург-Липпе).
- Орден Вендской короны (большой крест с короной в золоте; Мекленбург-Шверин и Мекленбург-Стрелиц).
- Орден Заслуг герцога Петра-Фридриха-Людвига (большой крест; Великое герцогство Ольденбург).
- Орден Альбрехта (комтур II класса; Королевство Саксония).
- Орден Белого сокола (большой крест; Саксен-Веймар-Эйзенах).
- Орден Саксен-Эрнестинского дома (большой крест; княжества Эрнестинского дома).
- Орден Вюртембергской короны (большой крест; Королевство Вюртемберг).
- Орден Фридриха (комтур II класса; Вюртемберг).

### Иностранные
- Орден Восходящего солнца (1-я степень; Япония).
- Орден Святых Маврикия и Лазаря (Большой крест; Королевство Италия).
- Орден Оранских-Нассау (Большой крест; Нидерланды).
- Австрийский орден Леопольда (Большой крест с бриллиантами; Австро-Венгрия).
- Орден Железной короны (Австро-Венгрия).
- Орден Белого орла (Российская империя).
- Орден Белого слона I степени; королевство Сиам.
- Орден Османие I класса; Османская империя.